# Parpaner Rothorn
Pour les articles homonymes, voir Rothorn.
Le Parpaner Rothorn est une montagne culminant à 2 896 mètres au-dessus du village de Parpan dans le canton des Grisons en Suisse. Il est constitué d'un sommet oriental, le plus élevé, et d'un sommet occidental culminant à 2 865 mètres, accessible par téléphérique depuis Lenzerheide. Les deux sommets sont distants d'environ un demi-kilomètre.

## Géographie

### Situation
Le Parpaner Rothorn est situé dans la chaîne de Plessur et n'est distant que d'environ un kilomètre de son plus haut sommet, l'Aroser Rothorn, avec lequel le sommet oriental est relié par une crête. Le sommet oriental se trouve à cheval sur les communes de Lantsch/Lenz et Arosa, tandis que le sommet occidental se trouve en plus sur celle de Vaz/Obervaz.

### Géologie
La partie rougeâtre supérieure du Rothorn est constituée du bord rocheux de la plaque africaine, qui s'est poussée au-dessus de celle de l'océan. Les premières formes d'extraction de minerai sur le Rothorn ont été documentées dès l'époque romaine. Selon la légende, il y avait des mines de métaux précieux (or) sur le Rothorn qui ont été exploitées jusqu'au 17e siècle,.

## Activités

### Tourisme

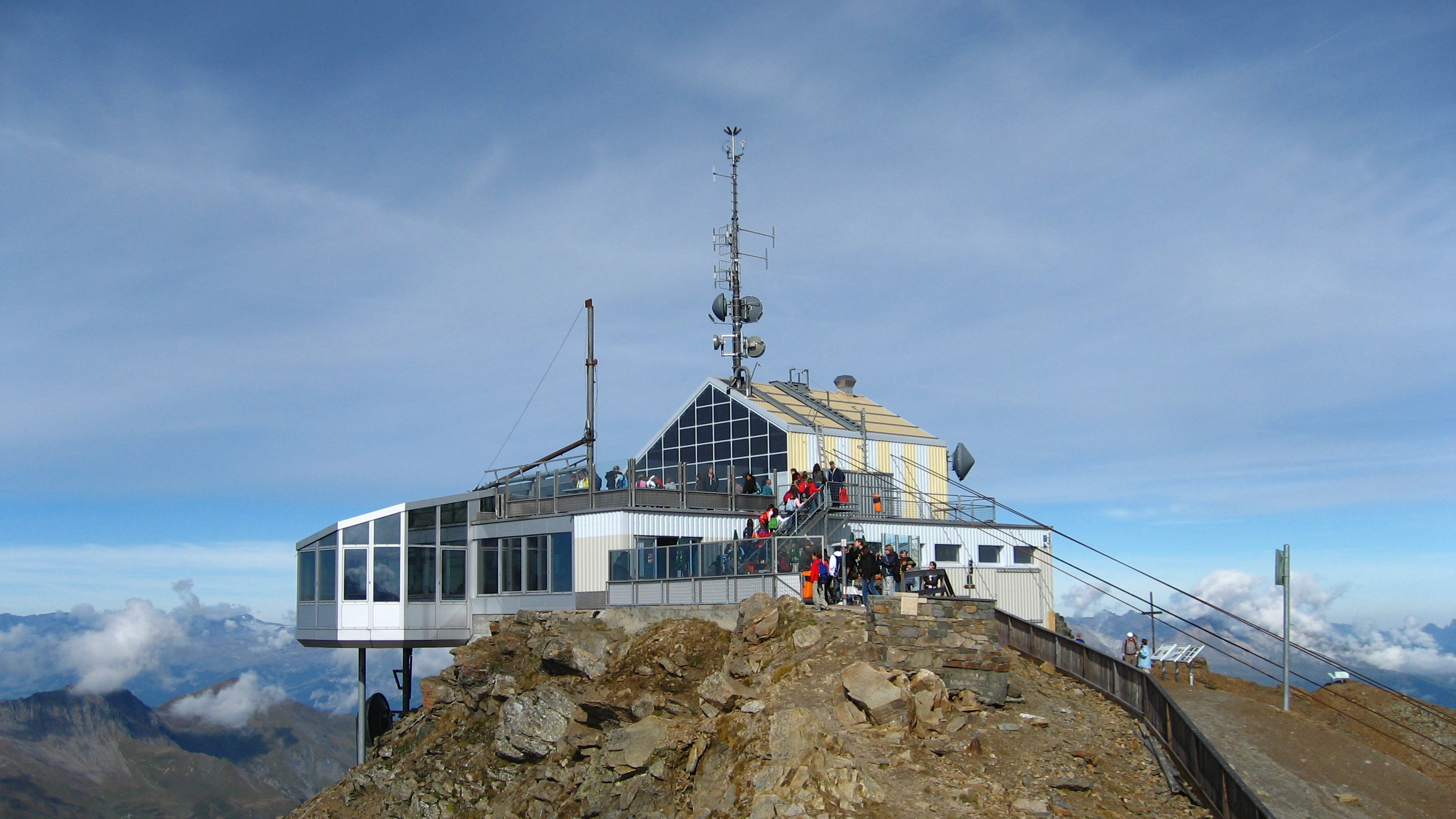
Station de montagne du Rothornbahn avec restaurant

Une télécabine des Lenzerheide Bergbahnen, qui a été renouvelée en 2010, mène de la station inférieure au bord du Heidsee à la station intermédiaire de Scharmoin à 1 905 mètres d'altitude, où un téléphérique mène jusqu'au sommet ouest du Rothorn. En 2015, les commandes électriques et les cabines ont été renouvelées. La station de montagne n'a pas de conduite d'eau douce, c'est pourquoi l'eau est transportée vers le sommet par téléphérique.

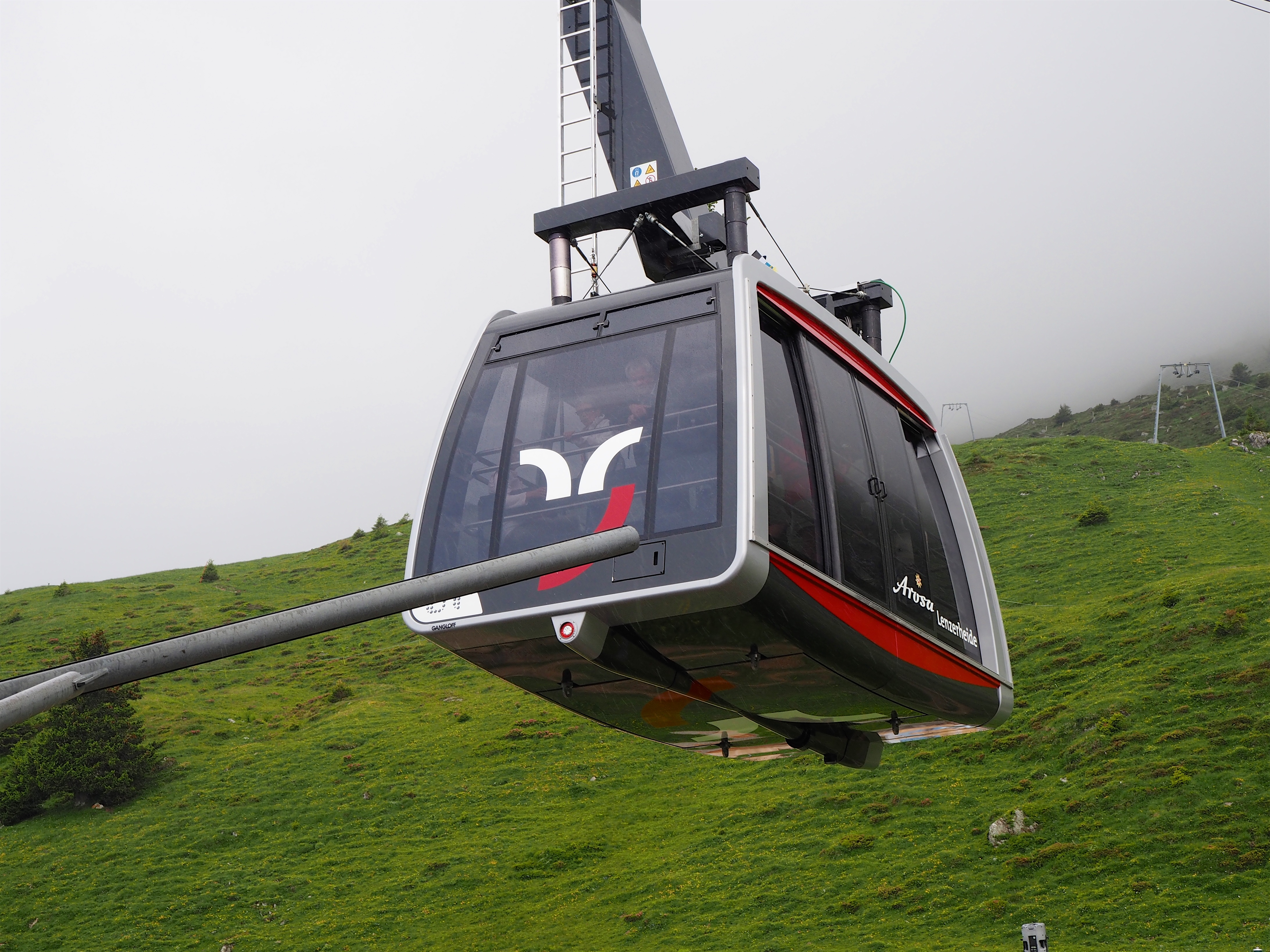
Téléphérique sur le chemin du sommet

Le Rothornbahn a été construit en 1963 après que la commune d'Arosa, en tant que propriétaire foncier, eut délivré un permis de construire pour bâtir la station de montagne. Afin de relier le nouveau domaine skiable sur le Totälpli avec la zone principale de Lenzerheide-Rothorn, l'approbation a également été obtenue pour la construction d'une galerie à travers la face est du sommet coté 2762 à Gredigs Fürggli au pied sud-ouest du Parpaner Weisshorn.
Le télésiège de Totälpli, également construit en 1976 dans la commune d'Arosa et menant du nord au sommet ouest, a été démantelé en 2008. Le Rothorn est accessible de plusieurs côtés par des sentiers de randonnée et de Scharmoin par le chemin de « la ruée vers l'or » et est le point culminant du domaine skiable d'Arosa Lenzerheide depuis l'hiver 2013/14.

### Radiocommunication
En raison de la situation géographique favorable, un système de transmission radio mobile (GSM) de moyenne puissance est installé sur le sommet ouest. À l'automne 2011, l'armée suisse a installé une antenne de réception de 34 mètres de haut avec des appareils d'écoute et une antenne radio directionnelle non loin de la station du téléphérique. En raison de son aspect particulier, les habitants de la région de Vaz/Obervaz - Lenz surnomment la construction le « minaret ».

### Sport
Le sommet accueille l'arrivée du marathon des Grisons couru entre 2003 et 2014.
Le Swiss Irontrail, organisé pour la première fois en juillet 2012, devait conduire de Lenzerheide au Parpaner Rothorn, puis via le Gredigs Fürggli à Arosa et via les Weisshorn et Carmenna vers Ausserschanfigg. L'édition de 2012 ayant été annulée et l'itinéraire modifié en 2013, le Parpaner Rothorn ne fait plus partie de cet événement sportif,.